# Mehmedalija Dragić
Mehmedalija Dragić Buco (1967. – Tuzla, 16. srpnja 2018.), bh. košarkaš i košarkaški trener, kadetski reprezentativac BiH, po struci profesor tjelesnog odgoja

## Životopis
Rođen 1967. godine. Završio za profesora tjelesnog odgoja. Radio je u OŠ Mramor. Cijeli se život bavio košarkom. Košarkom se počeo baviti u Tuzli u mladim sastavima Sloboda Dite. Kao igrač Slobode bio je kadetski reprezentativac SR Bosne i Hercegovine. Igrao je još za tuzlanske klubove Zmaj od Bosne, Zrinski i Bukinje. U veteranskoj dobi nastupao je za veterane KK Tuzle. Kao trener vodio je mlade sastave Zmaja od Bosne i Sloboda Dite. S Damirom Kuranovićem osnovao je KK Magic. 
Iznenada je umro 2018. godine.
Pokopan je na gradskom groblju Trnovac u Tuzli.